# 山本弘 (俳優)
山本 弘（やまもと ひろし、1936年11月2日 - ）は、日本の俳優、声優。関西芸術座所属。大阪府出身。

## 来歴・人物
- 血液型はO型。
- 趣味は絵画。
- 特技は柔道。
- 現在、舞台を中心に活動・出演中。

## 出演作品

### 舞台
- トタンの穴は星のよう
- 風が吹くとき
- ロミオとジュリエット
- 虫
- 働き蜂
- 大阪城の虎（2回出演）
- もうひとつの教室
- 遠い空
- 予は危険人物なり
- ロミオとジュリエット～RETURN
- モーリー・スウィニー
- 姥ざかり
- 冒した者

### ドラマ

#### テレビドラマ
- 大岡越前
- 遠山の金さん
- 江戸の用心棒
- 鬼平犯科帳
- 桃太郎侍
- 御家人斬九郎
- 部長刑事（大阪テレビ → 朝日放送大阪テレビ → 朝日放送）
- セントメリーのリボン
- 東芝劇場
- やんちゃくれ（NHK連続テレビ小説）
- 龍
- 愛をみつけた（NHK・ドラマ新銀河 枠放送）
- 京都発・ぼくの旅立ち（NHK・ドラマ新銀河 枠放送）
- 水戸黄門（TBS / C.A.L）
  - 第5部 第5話「苦難を超えて -松本-」（1974年4月29日） - 商人
  - 第7部 第13話「泣くなわらしっこ ‐秋田‐」（1976年8月16日） - 船乗り
  - 第8部 第4話「黄門さまに似た男 ‐沼津‐」（1977年8月8日） - 金山から逃げた男
  - 第9部 第25話「黄門さまの天狗退治 ‐館林‐」（1979年1月22日） - 馬平
  - 第13部 第7話「うなぎ屋義侠の恩返し ‐浜松-」（1982年11月29日）- 和泉屋
  - 第14部 第31話「天下の怪盗葵の光右衛門 -大坂-」（1984年5月28日） - 大淀屋の番頭
  - 第15部 第19話「父娘救った主君の鎧 -備中松山-」（1985年6月3日） - 旅籠の番頭
  - 第29部 第18話「渡る世間に鬼はなし -善光寺-」（2002年7月30日）
- 遠山の金さん 杉良太郎版 第１シリーズ第60話「裏切りを覗いた女」 （1976年、NET/東映）- せんじゅう
- 必殺シリーズ（ABC / 松竹）
  - 必殺仕置屋稼業 第23話「一筆啓上 墓穴が見えた」（1975年） - 仙蔵
  - 必殺からくり人 第8話「私ハ待ッテル一報ドウゾ」（1976年） - 喜三
  - 新・必殺仕置人 第40話「愛情無用」（1977年） - 目明し 文蔵
  - 江戸プロフェッショナル・必殺商売人 第11話「女体が舞台の弁天小僧」（1978年） - 与助
  - 翔べ! 必殺うらごろし
    - 第1話「仏像の眼から血の涙が出た」（1978年） - 吾平
    - 第19話「童が近づくと殺人者が判る」（1979年） - 権八

  - 必殺仕事人
    - 第17話「鉄砲で人を的にした奴許せるか」（1979年） - 仙蔵
    - 第50話「嘘技無用試し斬り」（1980年）- 仙吉
    - 第61話「脅し技 闇医術千両潰し」（1980年） - 辰蔵

  - 新・必殺仕舞人 第6話「南部よしゃれは鬼の道」（1982年） - 郷田
  - 新・必殺仕事人
    - 第25話「主水猫を逮捕する」（1981年） - 保
    - 第43話「主水表の仕事に熱中する」（1982年） - 定七

  - 必殺仕事人III 第5話「夢の女に惚れたのは秀」（1982年） - 河野一太郎
  - 必殺仕切人 第14話「もしも歳末富くじがイカサマだったら」（1984年） - 仁斉
  - 必殺仕事人IV
    - 第3話「主水 老人問題を考える」（1983年） - 虎蔵
    - 第39話「加代エリマキトカゲを目撃する」（1984年） - 仙蔵

  - 必殺仕事人V 第12話「組紐屋の竜忍者と闘う」（1985年） - 小源太
  - 必殺仕事人V・激闘編　 
    - 第8話「初夢、千両殺し」（1986年）- 猪平次
    - 第19話「主水、羊かんをノドにつめる」（1986年） - 権三
    - 第28話「何でも屋の加代、求婚される」（1986年） - 伊十

  - 必殺スペシャル・秋 仕事人vs仕事人 徳川内閣大ゆれ! 主水にマドンナ（1989年） - 室田亮介
  - 必殺仕事人・激突! 第16話「夢次、江戸のテレクラでバイトする」（1992年） - 安五郎
- 金曜エンタテイメント（CX）
  - ナニワ金融道（1996年）
  - 山村美紗サスペンス 赤い霊柩車・5（1996年、大映テレビ） - 早川流一郎
- いのちの現場から（1996年、MBS制作・TBS系） - 森田達夫
  - 新・いのちの現場から（2004年）
- 暴れん坊将軍シリーズ（ANB / 東映）
  - 暴れん坊将軍IX
    - 第7話「謀略! あやつり人形にこき使われた吉宗」（1999年） - 田沢淡路守
    - 第33話「辻斬り必殺剣の秘密!?幻の御前試合」（1999年） - 山形陣内

  - 暴れん坊将軍X
    - 第25話「狙われた琉球! 美しき姫の舞に隠された涙」（2000年） - 渡海屋重兵衛

  - 暴れん坊将軍XI
    - 第12話「女たちの戦さ!先妻VS後妻」（2001年） - 吾妻屋徳兵衛
- 剣客商売 第4シリーズ 第10話「剣の師弟」（2003年、CX / 松竹）
- 土曜ワイド劇場 京都殺人案内 第28作「涙そうそう沖縄・音川刑事の一番長い日!」（2005年、テレビ朝日系列 / 松竹）
- 新春ワイド時代劇 忠臣蔵 瑤泉院の陰謀（2007年1月2日、TX）

#### ラジオドラマ
- 青春アドベンチャー（NHKラジオ）

### 映画
- 橋のない川
- 必殺!5 黄金の血（1991年、松竹）
- プライド 運命の瞬間（1998年） - 白鳥敏夫
- 老親（2000年）

### ラジオ
- 船場あれこれ

### テレビアニメ
- じゃりン子チエ（1982年） - 部長刑事
- チエちゃん奮戦記 じゃりン子チエ（1991年） - タニマチ

### ゲーム
- THE RUMBLE FISH（2004年、ボイド）
- THE RUMBLE FISH 2（2005年、ボイド）

### 番組ナレーション
- 知るを楽しむ（NHK教育テレビ）
- ハイビジョン特集（NHK BSプレミアム） - 「漂白のピアニスト・アファナシェフ」回

### CMナレーション
- 大阪府環境